# Crepidomanes
Genre
Crepidomanes est un genre de fougères de la famille des Hyménophyllacées. 

## Description
Avec le genre Trichomanes, il s'agit du genre de la famille des Hyménophyllacées qui présente une des plus grandes hétérogénéités morphologiques :
- une taille généralement petite sauf pour le sous-genre Nesopteris
- une indusie généralement tubulaire ou campanulée (pas besoin d'aquatube)
- un rhizome long et rampant sauf pour une partie du sous-genre Nesopteris
- absence de racines ou remplacées par des protubérances à allure racinaire sauf pour le sous-genre Nesopteris
- présence en général de fausses nervures et nervuration anadrome
- existence de frondes abortives pour le sous-genre Nesopteris.

Toutes les espèces du genre comptent 36 paires de chromosomes.

## Habitat et distribution
La plupart des espèces du genre sont épiphytes, sur des arbres des forêts tropicales humides. 
Ce genre est représenté uniquement dans l'ancien monde : Afrique, Asie, Pacifique.

## Historique du genre
Il est d'abord constitué en 1849 comme sous-genre du genre Trichomanes par Karel Bořivoj Presl, qui le reclasse en 1851 comme genre distinct de la famille des Hyménophyllacées.
En 1875, Karl Anton Eugen Prantl en fait une section du genre Trichomanes.
En 1938, Edwin Bingham Copeland redéfinit le genre de  Karel Bořivoj Presll et définit d'autres genres dont Crepidopteris, Gonocormus, Microtrichomanes et Vandenboschia.
En 1968, Conrad Vernon Morton replace partiellement ces genres en sections du sous-genre Trichomanes du genre Trichomanes (en particulier Crepidomanes, Crepidium et Gonocormus).
Enfin en 2006, Atsushi Ebihara, Jean-Yves Dubuisson, Kunio Iwatsuki, Sabine Hennequin et Motomi Ito sur la base d'études de phylogénétique moléculaire, le redéfinisse comme genre à part entière, en y incluant au genre initial de Presl, le genre Gonocormus et partiellement les genres Crepidopteris, Microtrichomanes et Vandenboschia de Copeland.

## Liste des espèces
La liste des espèces a été constituée en premier à partir du document de Atsushi Ebihara, Jean-Yves Dubuisson, Kunio Iwatsuki, Sabine Hennequin et Motomi Ito, et a été complétée des indications des index IPNI et Tropicos à la date de juin 2010. Lorsque ces indications n'ont pas été suffisantes, en particulier pour les synonymies, elles ont été recherchées dans les documents et index historiques comme ceux de Conrad Vernon Morton, Carl Frederik Albert Christensen (en général retranscrit par l'IPNI) et tout autre document disponible, en particulier sur le site de la librairie numérique sur la biodiversité.
Le genre a été subdivisé en deux sous-genres : Crépidomanes et Nesopteris, le premier étant lui-même subdivisé en trois sections Crepidomanes, Crepidium et Gonocormus.

### Sous-genreCrepidomanes
Le sous-genre Crepidomanes comprend toutes les espèces à petites frondes, de taille inférieure à 15 cm.

#### SectionCrepidomanes

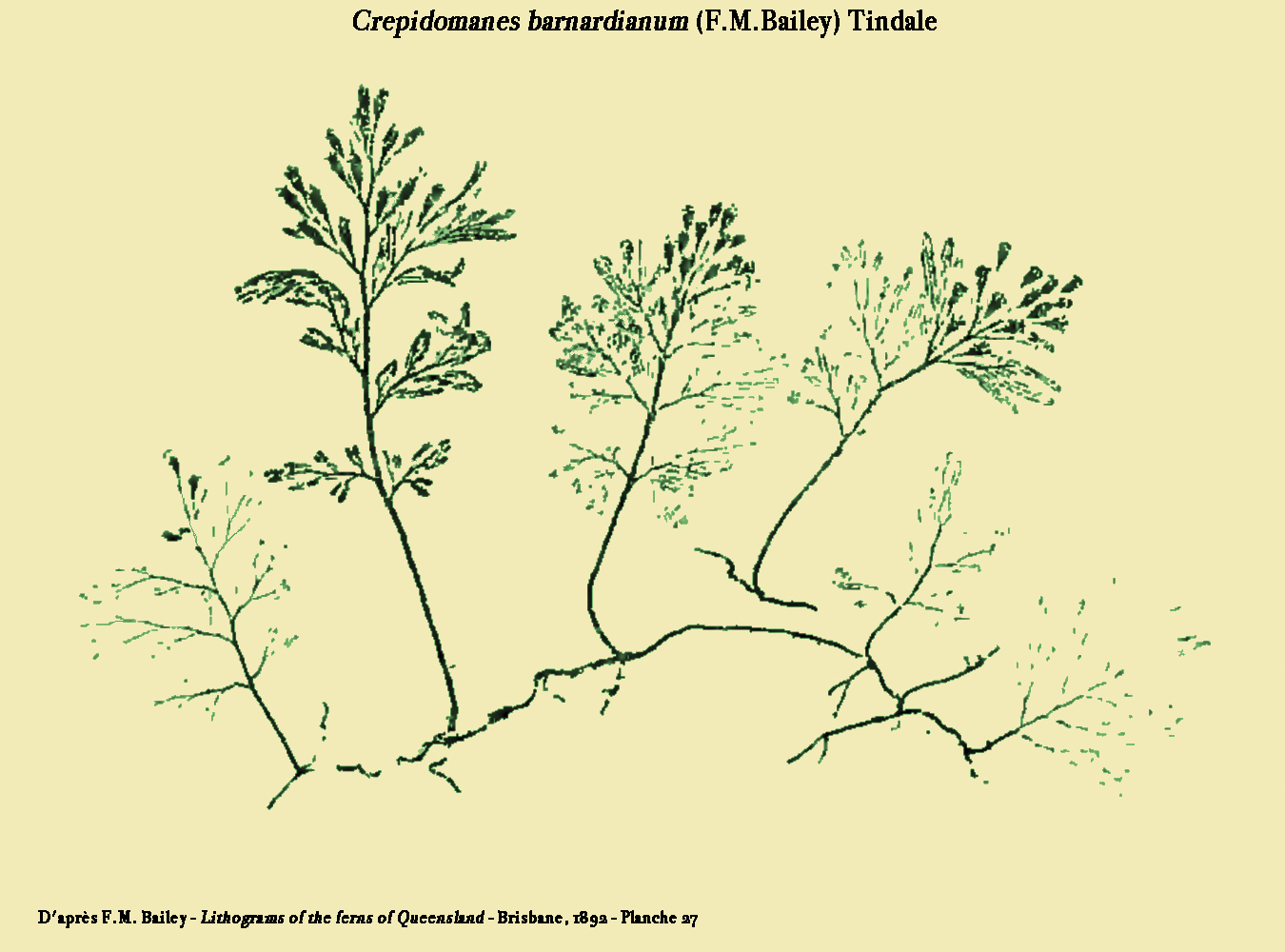
Crepidomanes barnardianum
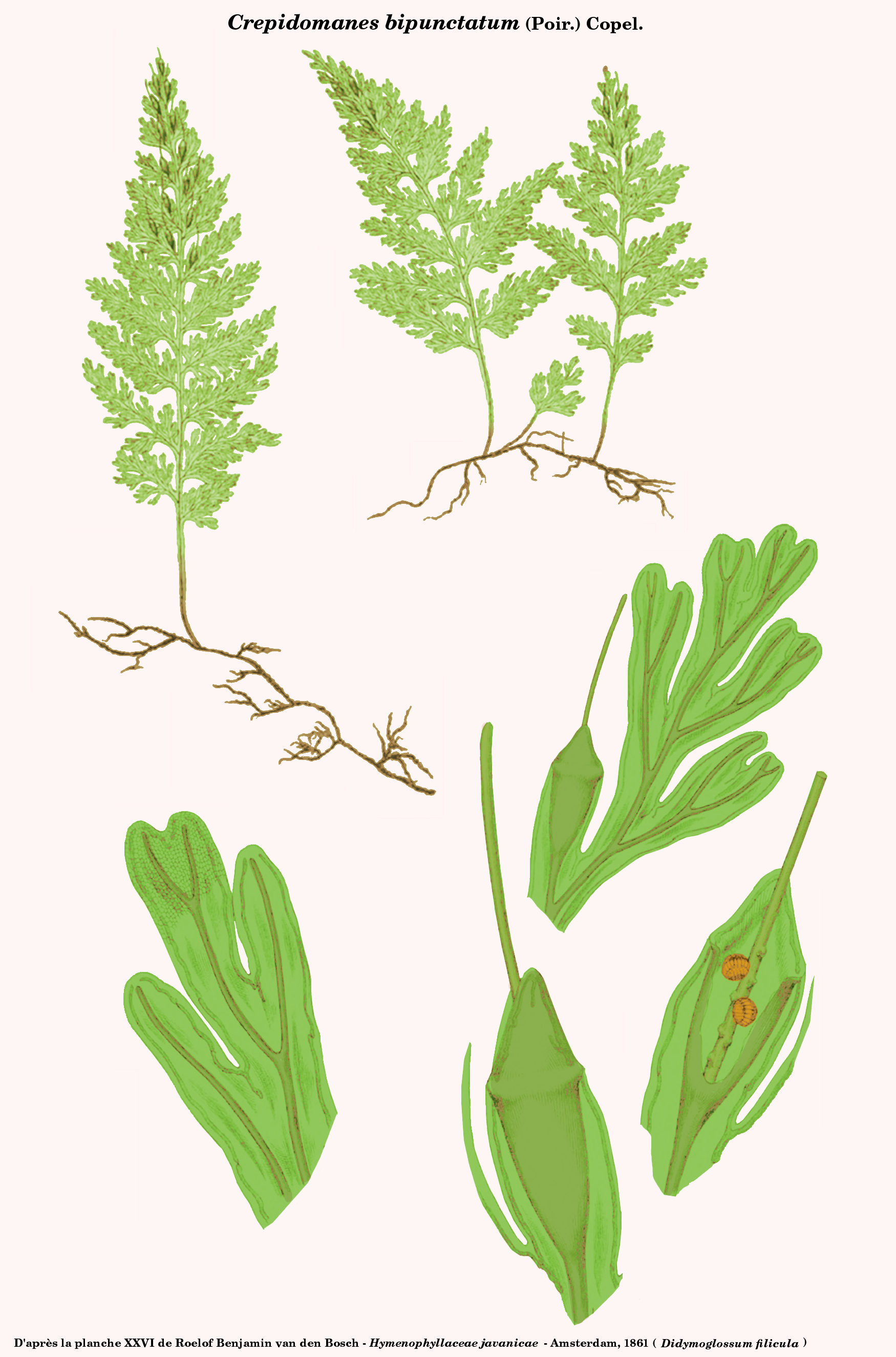
Crepidomanes bipunctatum
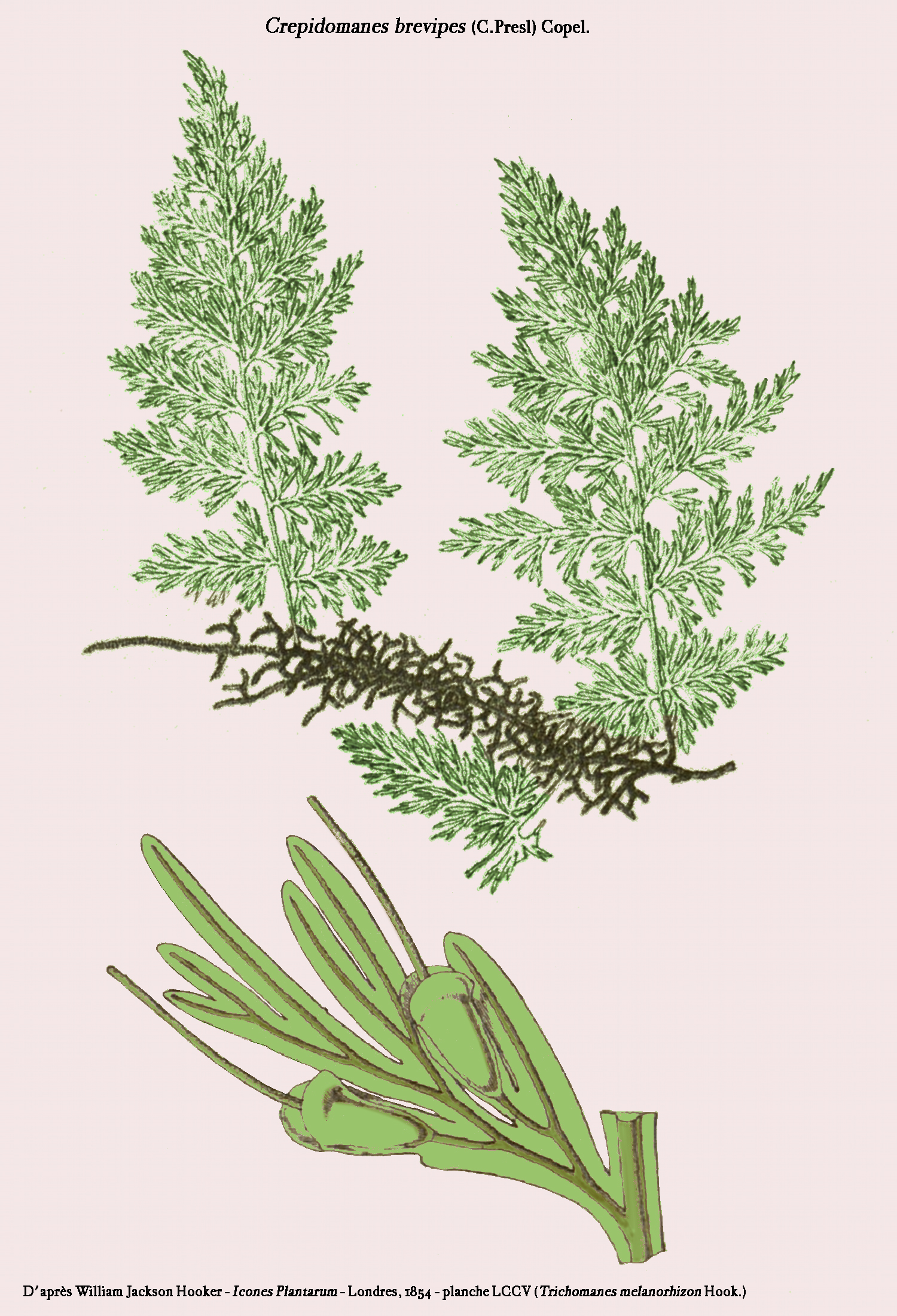
Crepidomanes brevipes (Trichomanes melanorhizon)
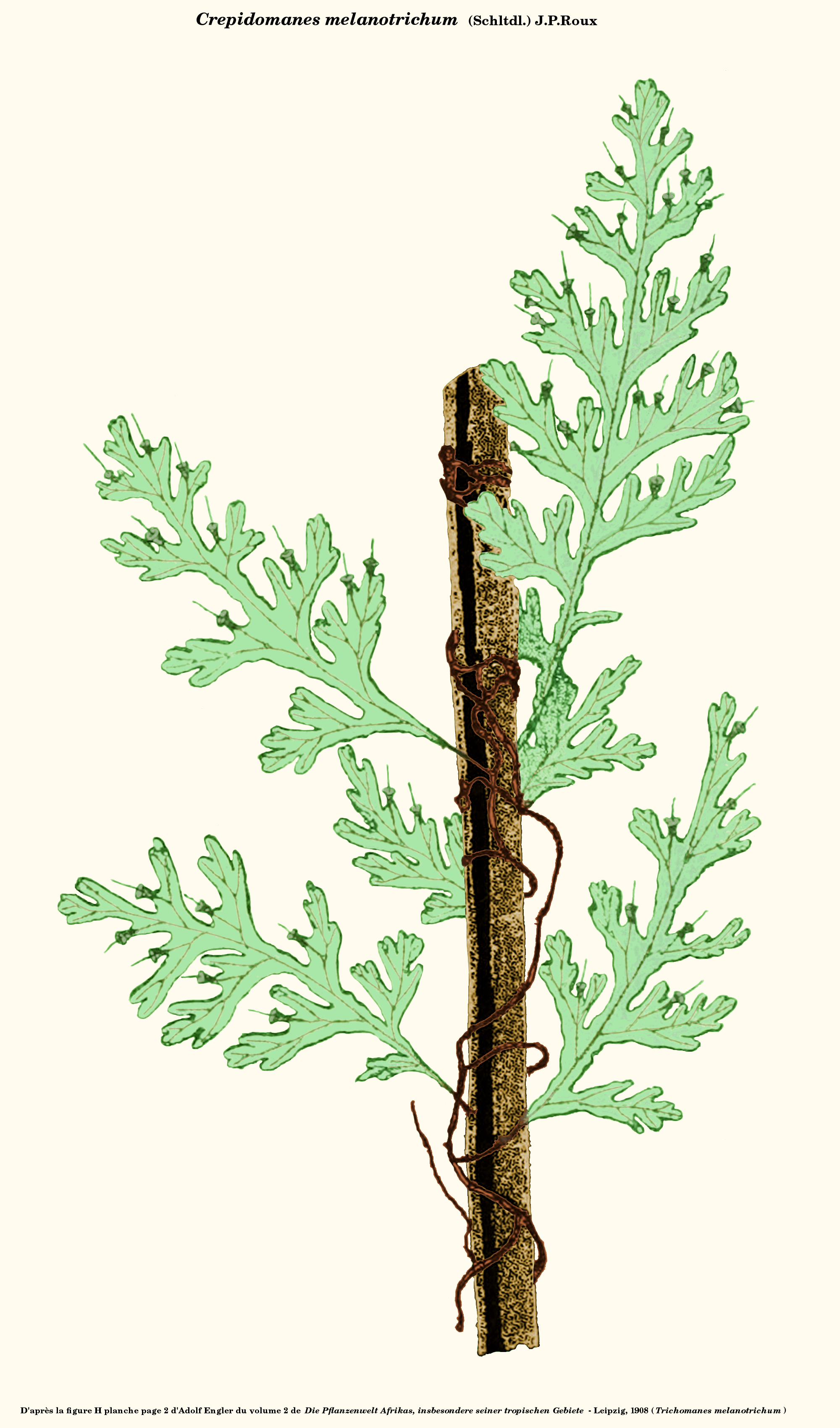
Crepidomanes melanotrichum
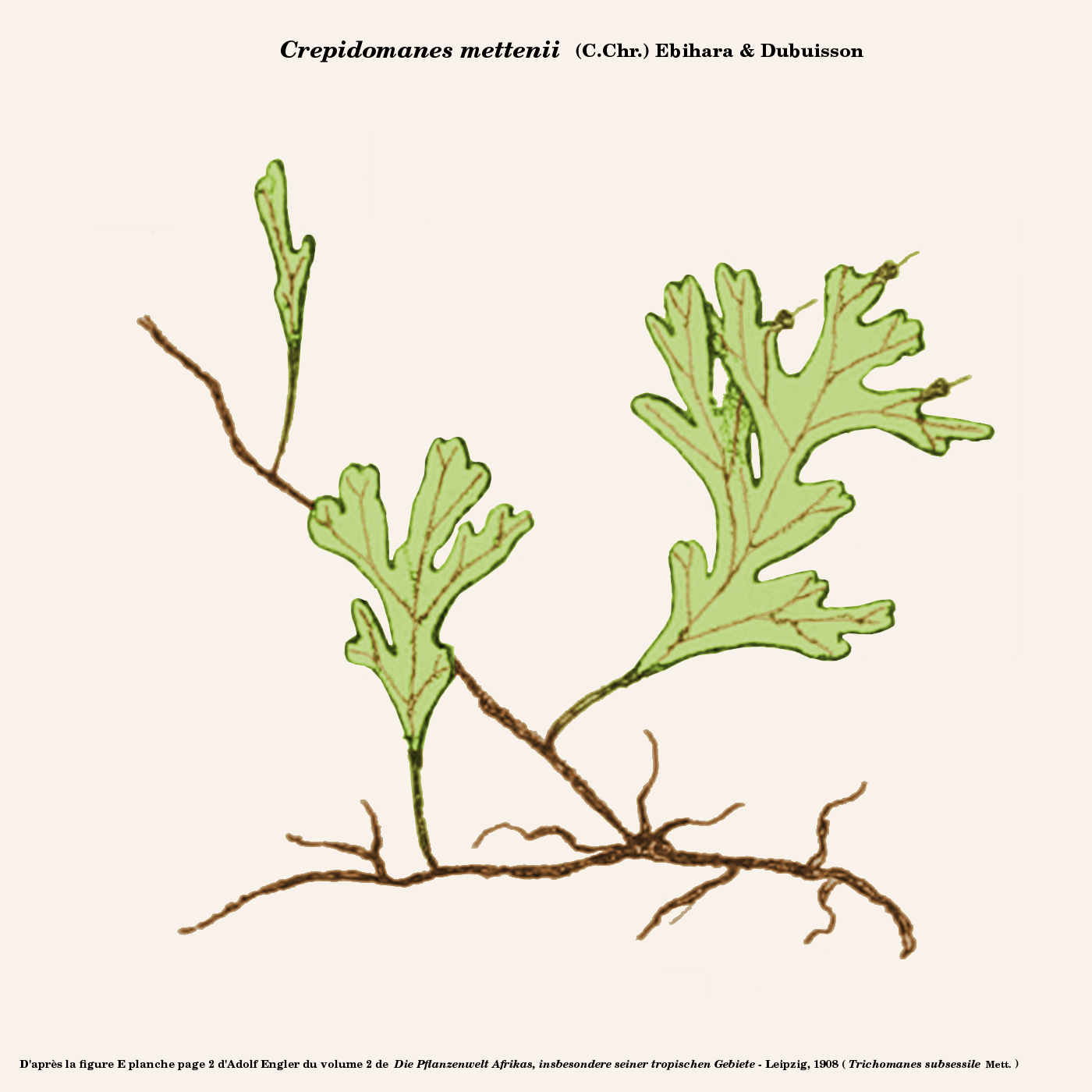
Crepdiomanes mettenii
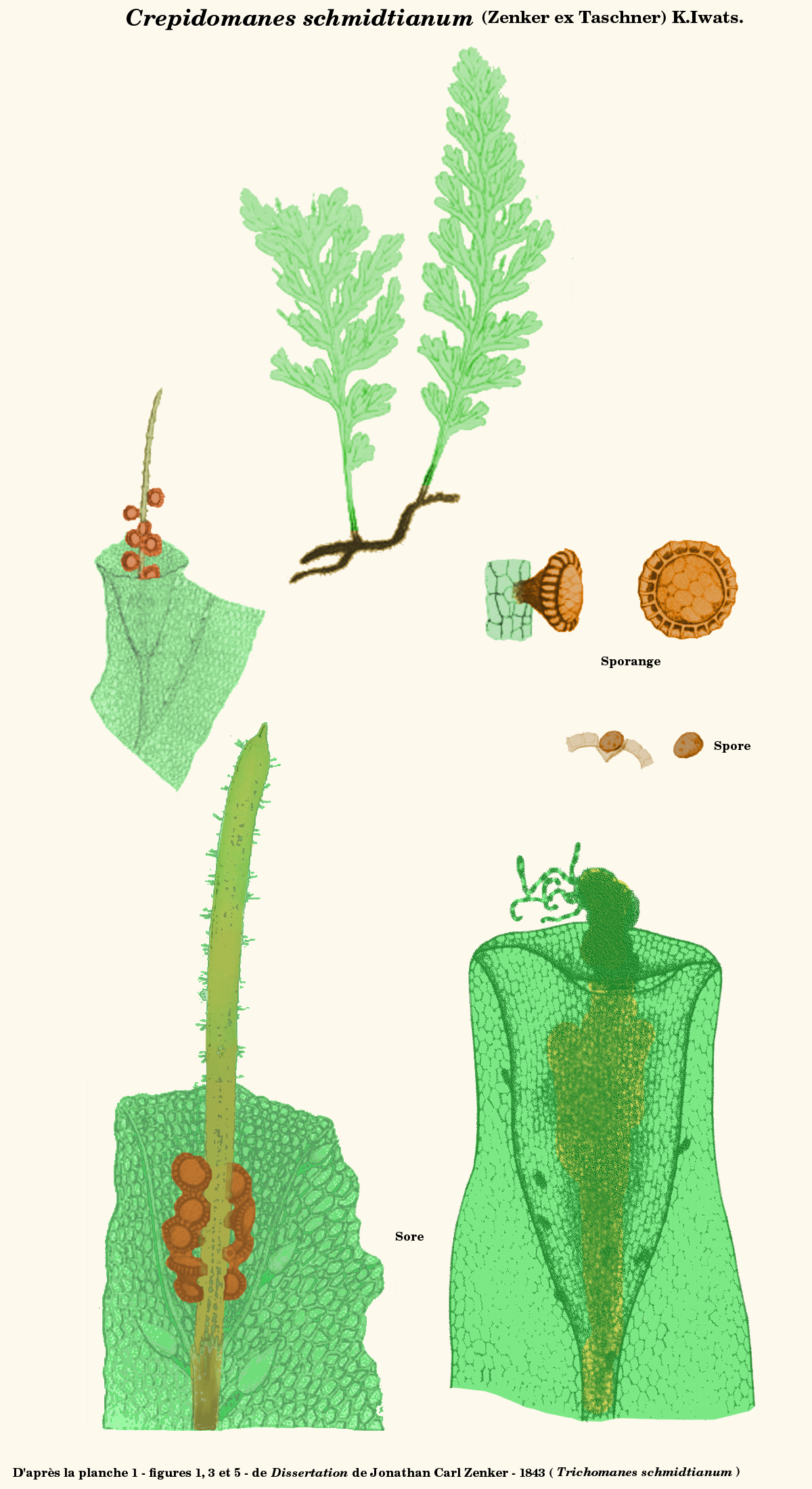
Crepidomanes schmidtianum
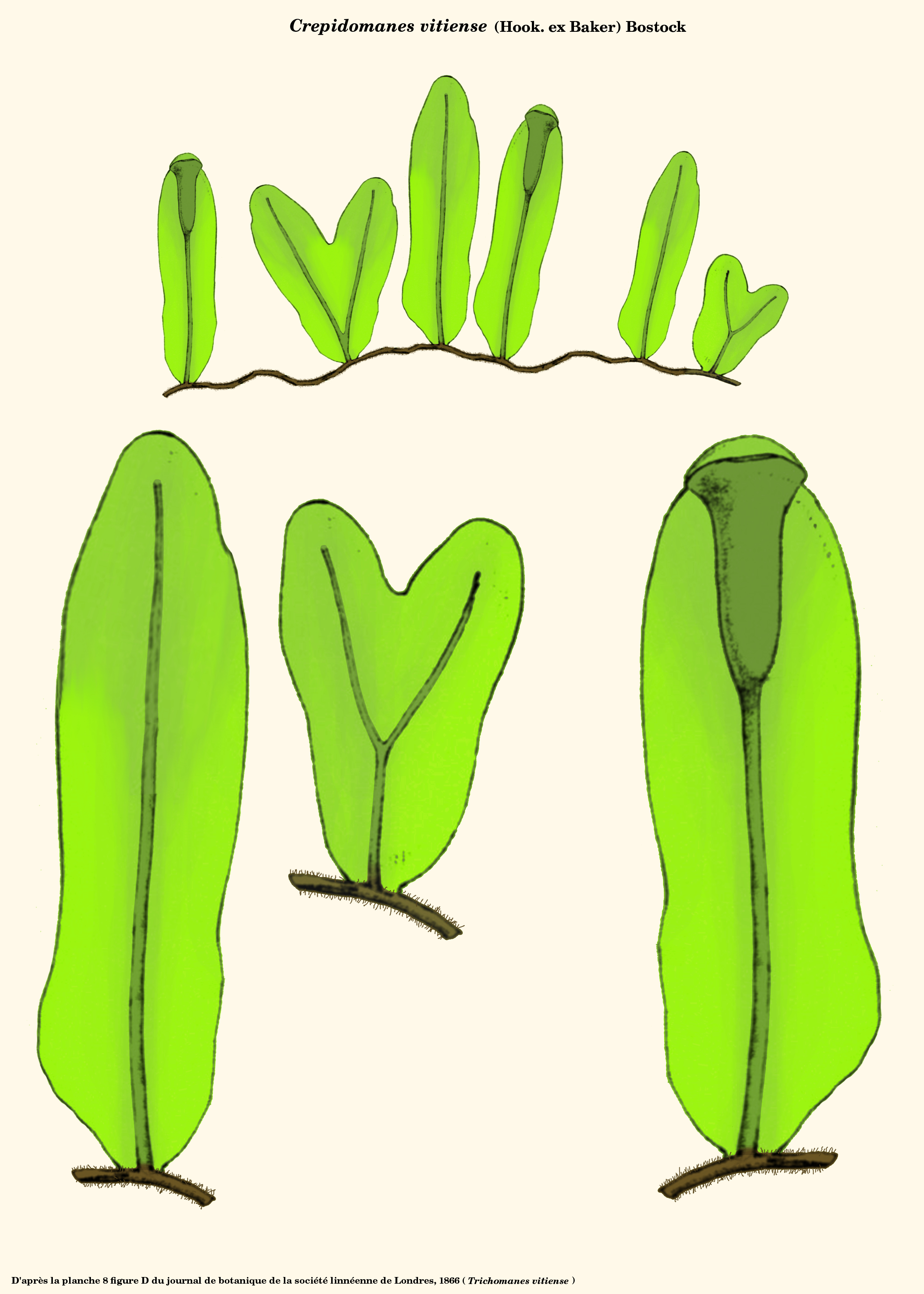
Crepidomanes vitiense

Les espèces de cette section ont un long rhizome rampant, filiforme de 0,1 à 0,5 mm de diamètre, densément couvert de poils sombres. Les racines sont absentes et remplacées par des protubérances à allure racinaire.
Le pétiole est court ou peut atteindre 8 cm ; le limbe est elliptique à deltoïde, simple à segmenté 4 fois. Les fausses nervures sont souvent présentes, submarginales, parallèle ou non aux vraies nervures, mais non connectées à elles. 
- Crepidomanes acuto-obtusum (Hayata) K.Iwats. (1958) - Taïwan (Synonyme : Trichomanes acuto-obtusum Hayata)
- Crepidomanes africanum (Christ) Ebihara & Dubuisson (2006) - Afrique occidentale tropicale (Synonymes : Trichomanes africanum Christ, Vandenboschia africana (Christ) G.Kunkel)
- Crepidomanes agasthianum C.A.Hameed & Madhus. (1998) - Inde (Kerala)
- Crepidomanes barnardianum (F.M.Bailey) Tindale (1963) - Queensland (Synonyme : Trichomanes barnardianum F.M.Bailey)
- Crepidomanes bilabiatum (Nees & Blume) Copel. (1938) - Malaisie, Mélanésie (Synonymes : Trichomanes bilabiatum Nees & Blume, Trichomanes bilingue Hook.)
- Crepidomanes bilobatum (Alderw.) Copel. (1938) -  (Synonyme : Trichomanes bilobatum Alderw.)
- Crepidomanes bipunctatum (Poir.) Copel. (1938) - Asie tropicale, Pacifique, Madagascar (Synonymes : Didymoglossum bipunctatum (Poir.) E.Fourn., Hymenophyllum filicula Bory ex Willd., Taschneria filicula (Bory ex Willd.) C.Presl, Trichomanes bipunctatum Poir., Trichomanes filicula (Bory ex Willd.) Bory)
  - Crepidomanes bipunctatum var. venulosum (Rosenst.) Croxall (1975) - Nouvelle-Guinée (Synonymes : Trichomanes venulosum (Rosenst.) Copel., Crepidomanes venulosum (Rosenst.) Copel., Trichomanes bipunctatum var venulosa Rosenst.)
- Crepidomanes bonapartei (C.Chr.) J.P.Roux (2009) - Madagascar (Synonyme : Trichomanes bonapartei C.Chr.)
- Crepidomanes boninense (Koidz.) Tagawa (1951) - Archipel d'Ogasawara (Synonyme : Trichomanes boninense Koidz.)
- Crepidomanes brevipes (C.Presl) Copel. (1938) - Philippines, Bornéo (Synonymes : Didymoglossum brevipes C.Presl, Trichomanes brevipes (C.Presl) Baker, Trichomanes melanorhizon Hook.)
- Crepidomanes campanulatum (Roxb.) Panigrahi & Sarn.Singh (2005) - Chittagong (Synonyme : Trichomanes campanulatum Roxb.)
- Crepidomanes chevalieri (Christ) Ebihara & Dubuisson (2006) - Afrique occidentale tropicale (Obangi) (Synonyme : Trichomanes chevalieri Christ)
- Crepidomanes christii (Copel.) Copel. (1938) - Malaisie, Luzon, Bornéo (Synonyme : Trichomanes christi Copel.)
- Crepidomanes chuii Ching & P.S.Chiu (1959) - Chine (Yunnan)
- Crepidomanes clarenceanum (F.Ballard) Pic.Serm. (1968) -  (Synonyme : Trichomanes clarenceanum F.Ballard)
- Crepidomanes dilatatum Ching & Chu H.Wang (1959) - Chine (Hainan)
- Crepidomanes draytonianum (Brack.) Ebihara & K.Iwats. (2006) - Hawaï (Synonyme : Trichomanes draytonianum Brack.)
- Crepidomanes euphlebium (Bosch) R.D.Dixit & S.R.Ghosh (1984) - Inde (Synonyme : Didymoglossum euphlebium Bosch)
- Crepidomanes fallax (Christ) Ebihara & Dubuisson (2006) - Congo, Madagascar (Synonyme : Trichomanes fallax Christ)
- Crepidomanes frappieri (Cordem.) J.P.Roux (2001) - La Réunion (Synonyme : Trichomanes frappieri Cordem.)
- Crepidomanes griffithii (Bosch) R.D.Dixit & S.R.Ghosh (1984) - Inde (Synonyme : Didymoglossum griffithii Bosch)
- Crepidomanes hainanense Ching (1959) - Chine (Hainan)
- Crepidomanes indicum C.A.Hameed & Madhus. (1998)
- Crepidomanes inopinatum (Pic.Serm.) J.P.Roux (2001) - Bassin du Congo, Rwanda, Burundi (Synonyme : Vandenboschia inopinata Pic.Serm.)
  - Crepidomanes inopinatum var. majus (Taton) J.P.Roux (2001) -  (Synonyme : Trichomanes pyxidiferum f. majus Taton)
- Crepidomanes insigne (Bosch) Fu (1957) - Inde, Chine, Tonkin (Synonymes : Didymoglossume insigne Bosch, Trichomanes insigne (Bosch) Bedd., Trichomanes bipunctatum var. insigne (Bosch) Bedd.)
- Crepidomanes intramarginale (Hook. & Grev.) C.Presl (1851) - Ceylan (Synonyme : Trichomanes intramarginale Hook. & Grev.)
- Crepidomanes kurzii (Bedd.) Tagawa & K.Iwats. (1975) - Asie tropicale (Chine, Inde, Japon, Laos, Thaïlande, Vietnam) (Synonyme : Trichomanes kurzii Bedd.)
- Crepidomanes latealatum (Bosch) Copel. (1938) - Asie, Australie, Polynésie, ouest et sud de l'Afrique (Synonymes : Didymoglossum latealatum Bosch, Trichomanes latealatum (Bosch) Christ, Trichomanes bipunctatum var. latealatum (Bosch) C.B.Clarke)
- Crepidomanes latemarginale (D.C.Eaton) Copel. (1938) - Chine méridionale, Taïwan (Synonyme : Trichomanes latemarginale D.C.Eaton)
- Crepidomanes liboense P.S.Wang (1987) - Chine (Ghizhou)
- Crepidomanes longilabiatum (Bonap.) J.P.Roux (2009) - Madagascar (Synonyme : Trichomanes longilabiatum Bonap.)
- Crepidomanes lunulatum C.A.Hameed & Madhus. (1999) - Inde (Kerala)
- Crepidomanes majorae (Watts) N.A.Wakef. (1949) - Queensland (Synonyme : Trichomanes majorae Watts)
- Crepidomanes makinoi (C.Chr.) Copel. (1938) - Japon, Chine (Synonyme : Trichomanes makinoi C.Chr.)
  - Crepidomanes makinoi var. tosae (Christ) K.Iwats. (1958) - Japon (Synonymes : Trichomanes makinoi var. tosae (Christ) Lellinger, Trichomanes tosae Christ ex Matsum.)
- Crepidomanes malabaricum C.A.Hameed & Madhus. (1999) - Inde (Kerala)
- Crepidomanes megistostomum (Copel.) Copel. (1938) - Thaïlande (Synonyme : Trichomanes megistostomum Copel.)
- Crepidomanes melanotrichum (Schltdl.) J.P.Roux (2001) - Afrique tropicale et australe, Asie tropicale (Synonymes : Trichomanes melanotrichum Schltdl., Trichomanes pyxidiferum var. melanotrichum (Schltdl.) Schelpe, Vandenboschia melanotricha (Schltdl.) Pic.Serm.)
- Crepidomanes mettenii (C.Chr.) Ebihara & Dubuisson (2006) - Afrique occidentale tropicale (Synonymes : Trichomanes mettenii C.Chr., Trichomanes subsessile Mett., Vandenboschia mettenii (C. Chr.) G.Kunkel)
- Crepidomanes nanophyllum Tagawa (1940) - Taïwan
- Crepidomanes nymanii (Christ) Copel. (1938) - Nouvelle-Guinée (Synonyme : Trichomanes nymanii Christ)
- Crepidomanes omeiense Ching & Chiu (1959) - Chine (Sichuan)
- Crepidomanes palmifolium (Hayata) De Vol (1968) - Taïwan (Synonyme : Trichomanes palmifolium Hayata)
- Crepidomanes parvifolium (Baker) K.Iwats. (1985) - Mawlamyine (Myanmar) (Synonyme : Hymenophyllum parvifolium Baker)
- Crepidomanes paucinervium Ching (1959) - Chine (Sichuan)
- Crepidomanes pervenulosum (Alderw.) Copel. (1938) - Île Ambon (Moluques) (Synonyme : Trichomanes pervenulosum Alderw.)
- Crepidomanes pinnatifidum Ching & Chiu (1959) - Chine (Yunnan)
- Crepidomanes plicatum (Bosch) Ching (1959) - Asie tropicale (Synonymes : Didymoglossum plicatum Bosch, Trichomanes plicatum (Bosch) Bedd., Trichomanes bipunctatum var. plicatum (Bosch) Bedd.)
- Crepidomanes racemulosum (Bosch) Ching (1959) - Inde (Synonyme : Didymoglossum racemulosum Bosch)
- Crepidomanes ramitrichum (Faden) Beentje - Kenya, Ouganda, Tanzanie, Zambie, Zimbabwe, Mozambique (Synonymes : Trichomanes ramitrichum Faden, Vandenboschia ramitricha (Faden) Pic.Serm.)
- Crepidomanes rothertii (Alderw.) Copel. (1938) - Java (Synonyme : Trichomanes rothertii Alderw.)
- Crepidomanes rupicola (Racib.) Copel. (1938) - Java (Synonyme : Trichomanes rupicolum Racib.)
- Crepidomanes sarawakense K.Iwats. (1965) - Bornéo (Sarawak)
- Crepidomanes schmidtianum (Zenker ex Taschner) K.Iwats. (1985) - Inde (Synonyme : Trichomanes schmidtianum Zenker ex Taschner)
  - Crepidomanes schmidtianum var. latifrons (Bosch) K.Iwats. (1985) - Taïwan, Inde (Synonymes : Crepidomanes latifrons (Bosch) Ching in Chien & Chun, Trichomanes latifrons Bosch, Trichomanes longifrons Nakai, Vandenboschia latifrons (Bosch) Copel.)
- Crepidomanes smithiae Ching (1959) - Chine (Hainan)
- Crepidomanes tagawanum K.Iwats. (1958) - Taïwan
- Crepidomanes tiendongense Ching & C.F.Zhang (1983) - Chine (Zhejiang)
- Crepidomanes vitiense (Hook. ex Baker) Bostock (1998) - Fidji, Nouvelle-Galles du Sud, Queensland (Synonymes : Microtrichomanes vitiense (Hook. ex Baker) Copel., Trichomanes vitiense Hook. Baker)
- Crepidomanes walleri (Watts) Tindale (1963) - Queensland (Synonyme : Trichomanes walleri Watts)
- Crepidomanes yunnanense Ching & Chiu (1959) - Chine (Yunnan)
- Crepidomanes zayuense Ching & S.K.Wu (1983) - Chine (Sichuan, Yunnan, Xizang)

#### SectionCrepidium(C.Presl)Atsushi Ebihara&K.Iwats.

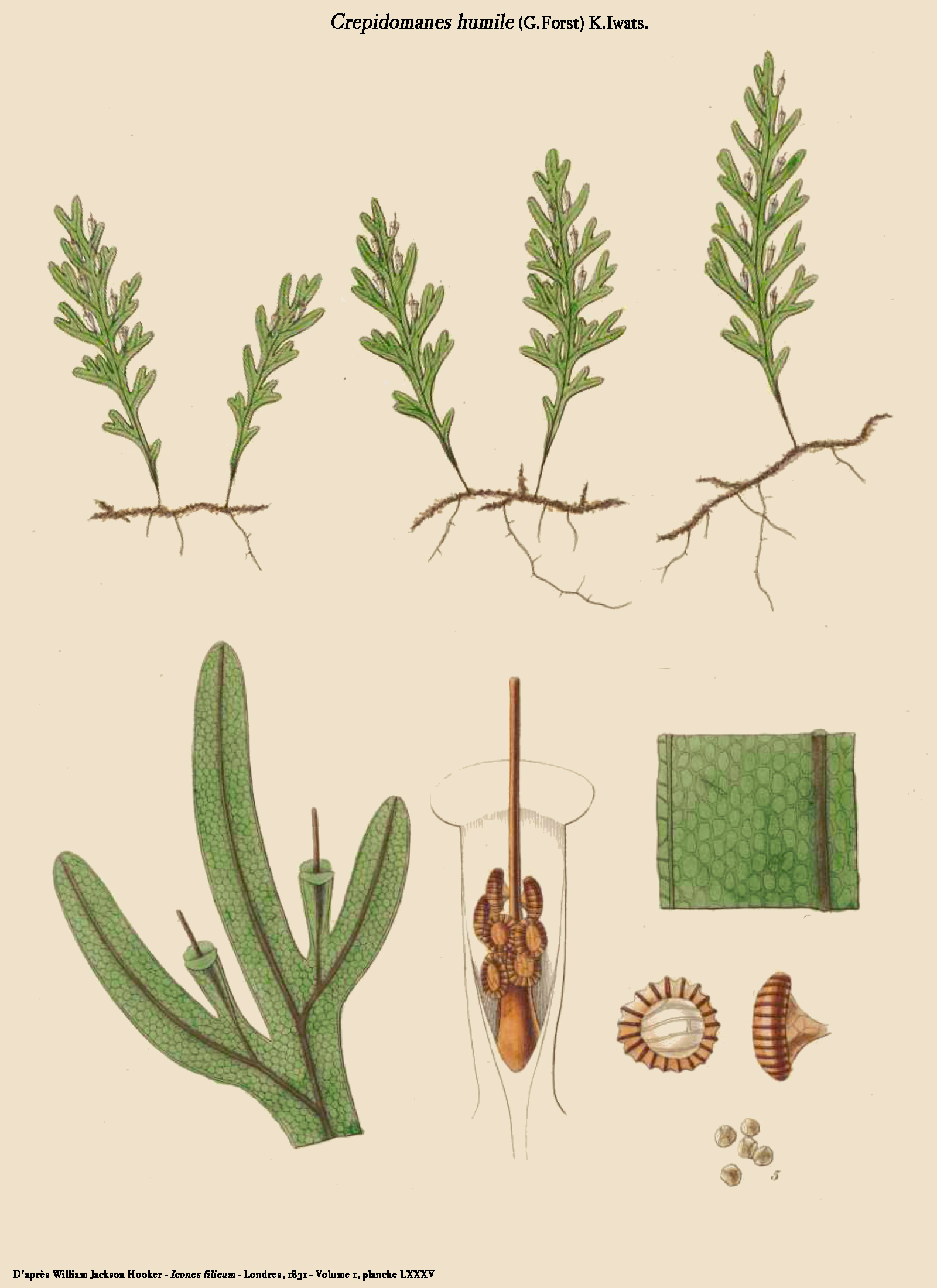
Crepidomanes humile

Les espèces de cette section ont un long rhizome rampant, filiforme, souvent divisé ; leurs frondes sont plus petites que celles des espèces de la section Crepidomanes - pétiole inférieur à 1,2 cm, limbe de 1 à 8 cm le long -. Elles n'ont pas de fausses nervures. Elles présentent une double rangée de cellules marginales allongées (les espèces à une rangée simple appartiennent au genre Polyphlebium).
- Crepidomanes humile (G.Forst.) Bosch (1861) - Java, Taïwan, Nouvelle-Guinée, Polynésie (Synonymes : Trichomanes humile G.Forst., Trichomanes gracilimum Copel., Reediella humilis (G.Forst.) Pic.Serm.)
- Crepidomanes pseudonymani Hosok. (1941) - Îles Carolines[8]

#### SectionGonocormus(Bosch)K.Iwats.

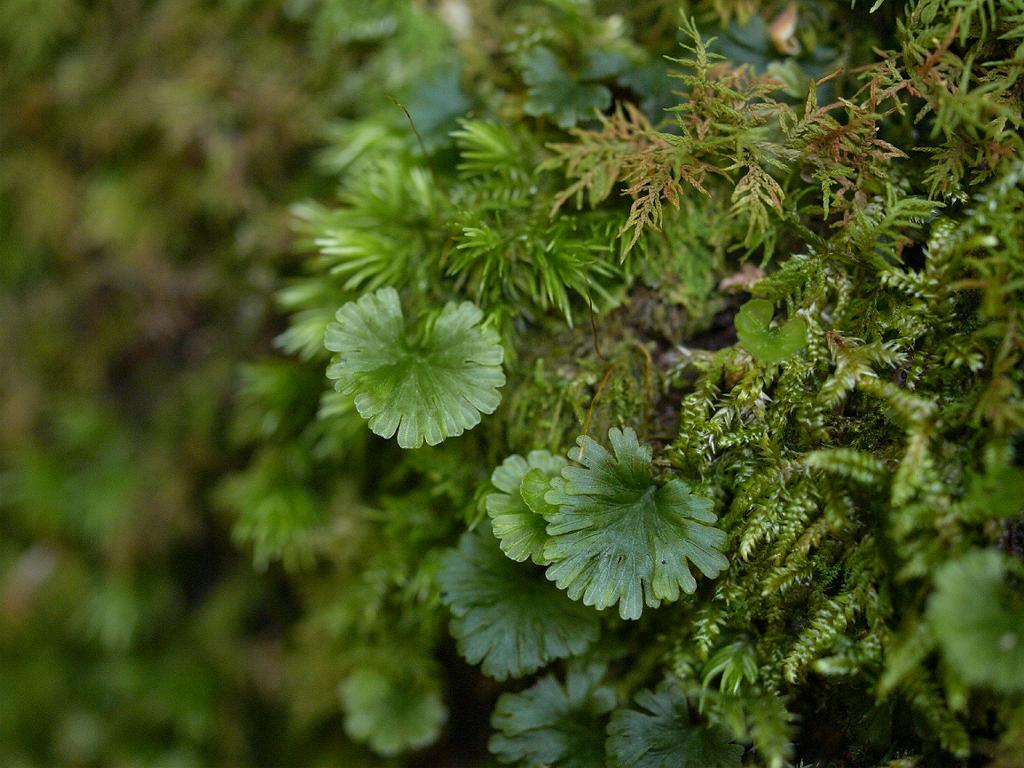
Crepidomanes minutum
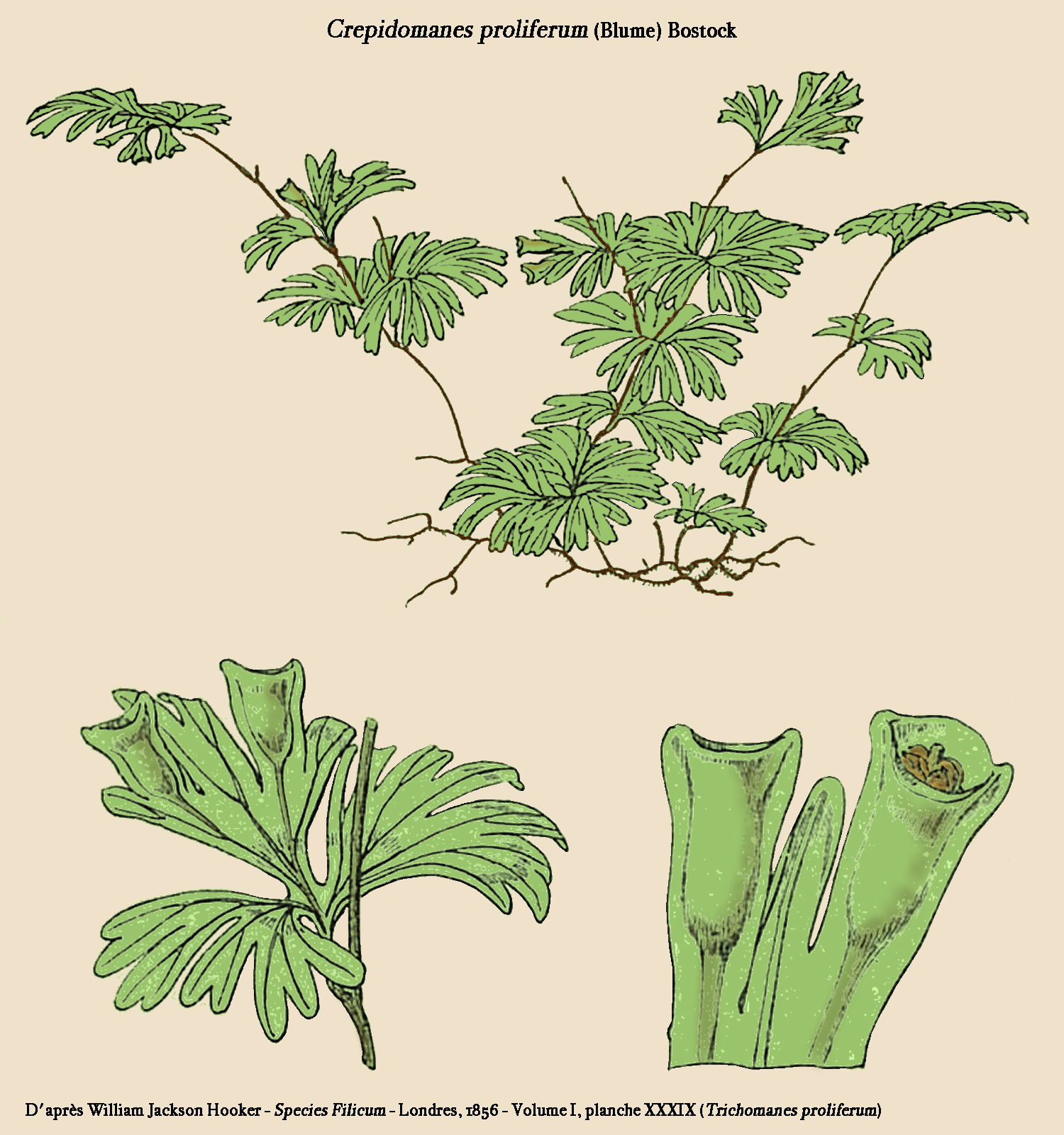
Crepidomanes proliferum

Les espèces de cette section ont un long rhizome rampant, filiforme, souvent divisé, plus ou moins couvert de poils sombres. Le limbe est simple à segmenté 4 fois. Elles n'ont pas de fausses nervures.
- Crepidomanes minutum (Blume) K.Iwats. (1985) - Java, Bornéo, Nouvelle-Guinée, Philippines, Polynésie (Tahiti), Asie tropicale (Thaïlande, Chine, Corée...), la Réunion (Synonymes : Trichomanes minutum Blume, Trichomanes orbiculatum Ching ex Ogata, Trichomanes palmatum C.Presl, Trichomanes proliferum var. minutum Blume ex Hook., Trichomanes subtrifidum Mett. ex Christ, Crepidomanes proliferum var minutum (Blume) C.A.Hameed, Gonocormus minutus (Blume) Bosch)
- Crepidomanes mannii (Hook.) J.P.Roux (2000) - Afrique tropicale, Mascareignes (Synonymes : Trichomanes mannii Hook., Trichomanes trinerve Baker)
- Crepidomanes proliferum (Blume) Bostock (1998) - Asie tropicale (Synonyme : Trichomanes proliferum Blume - synonyme possible donné par l'index Tropicos : Crepidomanes minutum (Blume) K.Iwats., synonymie aussi reprise par Ebihara et Iwatsuki qui précisent que cette espèce est très polymorphique[9])
- Crepidomanes ruwenzoriense (Taton) J.P.Roux (2009) - Afrique centrale tropicale (Ruwenzori) (Synonyme :  Trichomanes ruwenzoriense Taton)
- Crepidomanes saxifragoides (C.Presl) Thapa (2002) - Java, Philippines, Mélanésie, Fidji, Île Amsterdam (Synonyme : Trichomanes saxifragoides C.Presl - synonyme possible donné par l'index Tropicos : Crepidomanes minutum (Blume) K.Iwats.)

### Sous-genreNesopteris(Copel.)Ebihara&K.Iwats.

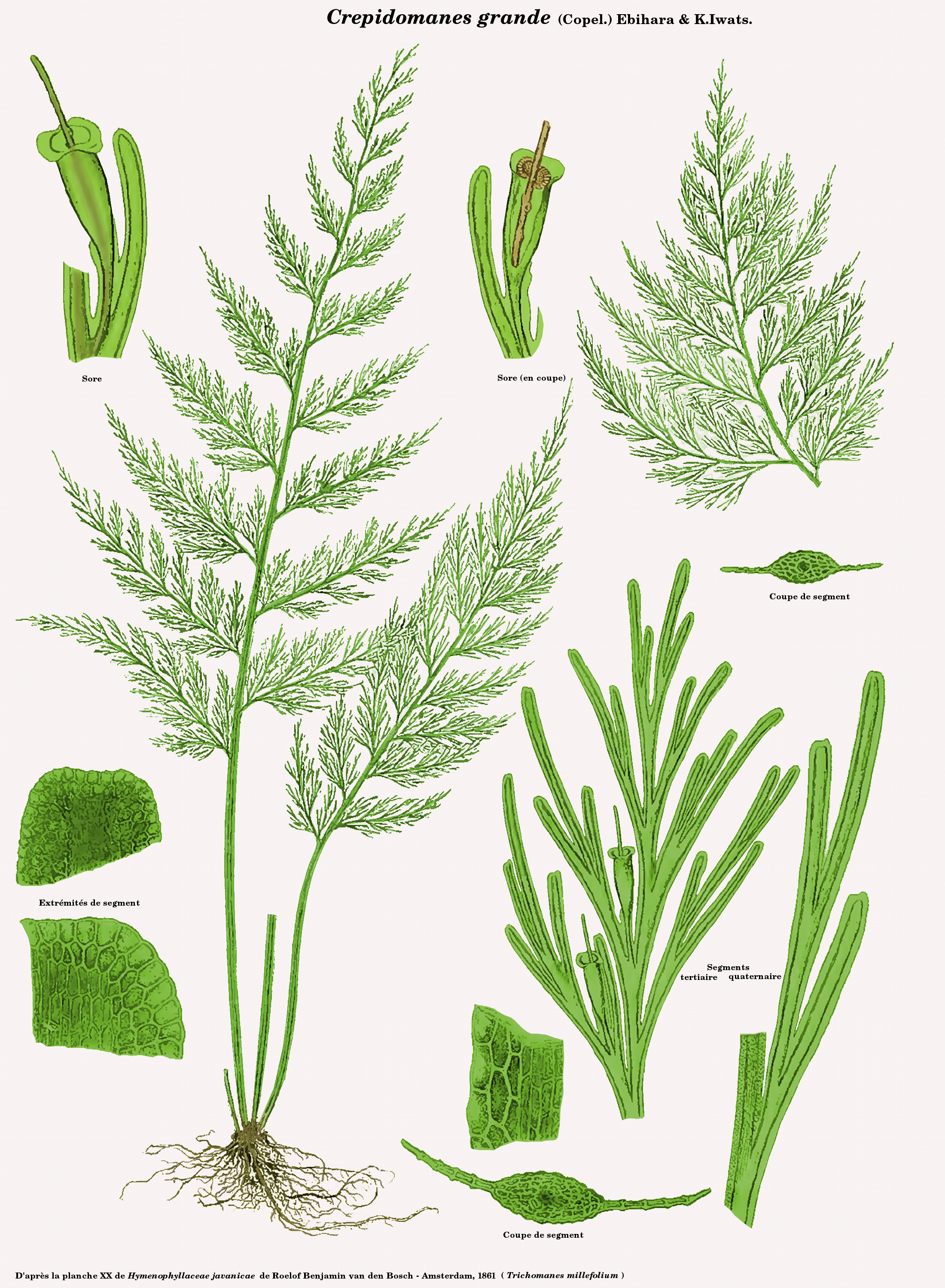
Crepidomanes grande

Le sous-genre Nesopteris comprend toutes les espèces à grandes frondes, de taille supérieure à 15 cm. Elles possèdent en outre des racines nombreuses et robustes. Le limbe est segmenté 4 à 5 fois. Il n'y a pas de fausses nervures.
- Crepidomanes aphlebioides (Christ) Bostock (1998) - Nouvelle-Guinée (Synonymes : Trichomanes aphlebioides Christ, Vandenboschia aphlebioides (Christ) Copel.)
- Crepidomanes grande (Copel.) Ebihara & K.Iwats. (2006) - Philippines, Bornéo, Nouvelle-Guinée (Synonymes : Cephalomanes grande (Copel.) K.Iwats., Nesopteris grandis (Copel.) Copel., Trichomanes grande Copel., Trichomanes millefolium C.Presl (pour partie), Trichomanes preslianum Nakai), Trichomanes uniflorum Cav.
- Crepidomanes intermedium (Bosch) Ebihara & K.Iwats. (2006) -  (Synonyme : Trichomanes intermedium Bosch)
- Crepidomanes thysanostomum (Makino) Ebihara & K.Iwats. (2006) - Nansei-shoto (Asie de l'Est tempérée) (Synonymes : Cephalomanes thysanostomum (Makino) K.Iwats., Trichomanes thysanostomum Makino)

### Espèces classées dans d'autres genres
- Crepidomanes acutum (C.Presl) K.Iwats. (1984) - Philippines - Voir Hymenophyllum acutum (C.Presl) Ebihara & K.Iwats. (synonyme : Trichomanes acutum C.Presl)
- Crepidomanes amabile (Nakai) K.Iwats. (1985) - Corée - Voir Vandenboschia amabilis (Nakai) K.Iwats. (synonyme : Trichomanes amabile Nakai)
- Crepidomanes auriculatum (Blume) K.Iwats. (1985) - Japon, Chine, Asie tropicale, Indonésie, Philippines - Voir Vandenboschia auriculata (Blume) Copel. (synonymes : Cephalomanes auriculatum (Blume) Bosch, Cephalomanes dissectum (J.Sm.) Bosch, Lacostea auriculata (Blume) Prantl,  Lacosteopsis auriculata (Blume) Nakaike, Trichomanes auriculatum Blume, Trichomanes belangeri Bory, Trichomanes dimidiatum C.Presl, Trichomanes dissectum J.Sm.)
- Crepidomanes birmanicum (Bedd.) K.Iwats. (1985) - Asie tropicale (Chine méridionale, Cambodge, Japon, Laos, Myanmar, Thaïlande, Vietnam, Corée du Sud) - Voir Vandenboschia birmanica (Bedd.) Ching (synonymes : Trichomanes birmanicum Bedd., Trichomanes radicans var. birmanicum (Bedd.) C.Chr.)
- Crepidomanes borbonicum (Bosch) J.P.Roux (2001) - Afrique centrale et du sud, Madagascar - Voir Polyphlebium borbonicum (Bosch) Ebihara & Dubuisson (synonymes :  Trichomanes borbonicum Bosch, Vandenboschia borbonica (Bosch) G.Kunkel)
- Crepidomanes chamaedrys (Taton) G.Kunkel (1963) - Congo - Voir Didymoglossum chamaedrys (Taton) J.P.Roux (synonyme : Trichomanes chamaedrys Taton)
- Crepidomanes cystoserioides (Christ ex Tardieu & C.Chr.) K.Iwats. (1985) - Vietnam, Laos - Voir Vandenboschia cystoseiroides (Christ ex Tardieu & C.Chr.) Ching in Chien & Chun
- Crepidomanes endlicherianum (C.Presl) P.S.Green (1993) - Polynésie, Nouvelle-Zélande - Voir Polyphlebium endlicherianum (C.Presl) Ebihara & K.Iwats. (synonyme : Trichomanes endlicherianum C.Presl)
- Crepidomanes erosum (Willd.) G.Kunkel (1963) - Afrique occidentale tropicale - Voir Didymoglossum erosum (Willd.) J.P.Roux (synonyme : Trichomanes erosum Willd.)
- Crepidomanes fargesii (Christ) K.Iwats. (1985) - Chine (Guizhou, Sichuan) - Voir Vandenboschia fargesii (Christ) Ching in Chien & Chun (synonyme : Trichomanes fargesii Christ)
- Crepidomanes latifrons (Bosch) Ching (1959) - Taïwan, Inde - Voir Crepidomanes schmidtianum var. latifrons (Bosch) K.Iwats. (synonyme : Trichomanes latifrons Bosch)
- Crepidomanes liukiuense (Y.Yabe) K.Iwats. (1985) - Liu Kiu - Voir Vandenboschia liukiuensis (Yabe) Tagawa (synonyme : Trichomanes liukiuense Yabe)
- Crepidomanes lofoushanense (Ching) K.Iwats. (1985) - Chine (Guandong) - Voir Vandenboschia lofoushanensis Ching
- Crepidomanes maximum (Blume) K.Iwats. (1985) - Malaisie, Polynésie, Queensland, Taïwan - Voir Vandenboschia maxima (Blume) Copel. (synonymes : Lacosteopsis maxima (Blume) Nakaike, Trichomanes japonicum var. formosanum Christ, Trichomanes maximum Blume, Trichomanes maximum var. minus Blume, Trichomanes preslianum Nakai)
- Crepidomanes pallidum (Blume) K.Iwats. (1984) - Java - Voir Hymenophyllum pallidum (Blume) Ebihara & K.Iwats. (synonyme : Trichomanes pallidum Blume)
  - Crepidomanes proliferum  var. minutum (Blume) C.A.Hameed  ex Easa (2003) - Java, Bornéo, Nouvelle-Guinée, Philippines - Voir Crepidomanes minutum (Blume) K.Iwats. (synonyme : Trichomanes minutum Blume)
- Crepidomanes radicans (Sw.) K.Iwats. (1985) - Jamaïque (Caraïbe) et Amérique du Sud - Voir Vandenboschia radicans (Sw.) Copel. (synonyme : Trichommanes radicans Sw.)
  - Crepidomanes radicans var. naseanum (Christ) K.Iwats. (1985) - Chine, Liu Kiu - Voir Vandenboschia naseana (Christ) Ching (synonyme : Trichomanes naseanum Christ)
- Crepidomanes scandens (L.) K.Iwats. (1984) - Mexique, Cuba, Jamaïque, Haiti - Voir Trichomanes scandens L.
- Crepidomanes striatum (D.Don) Thapa (2002) - Népal - Possible reclassement dans le genre Vandenboschia - synonyme : Trichomanes striatum D.Don
- Crepidomanes subclathratum (K.Iwats.) K.Iwats. (1985) - Japon, Liu Kiu - Voir Vandenboschia subclathrata K. Iwats.
- Crepidomanes venosum (R.Br.) Bostock (1998) - Australie, Tasmanie, Nouvelle-Zélande - Voir Polyphlebium venosum (R.Br) Copel. (synonyme : Trichomanes venosum R.Br.)
- Crepidomanes venulosum (Rosenst.) Copel. (1938) - Nouvelle-Guinée - Voir Crepidomanes bipunctatum var venulosum (Rosenst.) Copel. (synonyme : Trichomanes bipunctatum var. venulosa Rosenst., Trichomanes venulosum (Rosenst.) Copel.)